# Мстівой I
Мстівой I (*д/н — 865/869) — верховний князь ободритів у 862—865/869 роках.

## Життєпис
Стосовно походження існують суперечності. За одними версіями був представником молодшої лінії династії Віцлава. Відповідно до цього Мстівоя визначають як сина Радегаста III та доньки князя лютичів-велетів. За іншими версіями походив з роду князів племені вагрів або відносився до династії Біллунгів.
В усілякому разі був якимось родичем померлого верховного князя ободритів Табемисла. Після смерті останнього у 862 році зумів стати головою племінного союзу ободритів. Продовжив політику попередників зі зміцнення влади верховного князя. При цьому змінив політику стосовно лютичів, з якими намагався встановити дружні стосунки.
За короткий час Мстівой I зумів відновити авторитет верховної влади. Помер між 865 та 869 роками. Владу успадкував його старший син Аріберт III.